# Thiago Mendes
Thiago Henrique Mendes Ribeiro (São Luís, 15 de março de 1992) é um futebolista brasileiro que atua como volante. Atualmente joga pelo Vasco da Gama.

## Carreira

### Início
Para iniciar a sua trajetória no futebol, o meia saiu de casa cedo. "Com 11 anos de idade, deixei a minha cidade (São Luis, no Maranhão) e fui para Goiânia. Lá, dei o meu primeiro passo para ser jogador. Fui para as categorias de base do Goiás e, então, as coisas começaram a melhorar", afirma o jogador.

### Goiás
Thiago Mendes foi relacionado para o time profissional pela primeira vez na última rodada do Brasileirão de 2010, no empate por 1 a 1 com o Corinthians.
Sua estreia na equipe profissional foi com o treinador Ademir Fonseca, na 26ª rodada da Série B de 2011, na derrota por 3 a 0 contra a Portuguesa.
Com Enderson Moreira, conseguiu ter uma sequência na equipe principal, e se firmou como titular em 2012. No primeiro semestre, ele foi eleito a revelação do Campeonato Goiano. No título da Série B, ele esteve presente em 31 jogos, todas na equipe principal, e formou dupla inquestionável de volantes com o capitão Amaral. Em 5 de novembro de 2012, o Esmeraldino anunciou a renovação de contrato de Thiago Mendes, com o novo vínculo tendo validade até 2017.
Em 2013, Thiago Mendes fez 48 partidas e marcou dois gols.
O volante manteve a toada de 2013 e foi titular incontestável durante toda a temporada, ditando o ritmo nas jogadas ofensivas e sendo incansável na marcação.

### São Paulo
Em dezembro de 2014, foi disputado pelos rivais paulistas São Paulo e Palmeiras, mas acabou fechando com o São Paulo. A proposta inicial dos são-paulinos era de três anos de contrato com salários de R$ 150 mil mensais, mas a duração do vínculo será de cinco temporadas.
Depois de um 2015 bastante positivo, Thiago Mendes projetara uma temporada 2016 coletivamente muito melhor, já que, para ele, na de sua estreia pelo clube do Morumbi, faltaram títulos. O volante, também, coloca como meta chegar à Seleção Brasileira.
Completou 100 jogos com a camisa do São Paulo em partida contra o Botafogo, na derrota por 1–0 no Brasileirão de 2016. Eventualmente, o volante permaneceu na equipe durante toda a campanha daquele ano e atingiu as quartas de final do Paulista, 10ª posição no Brasileiro, oitavas de final da Copa do Brasil e semifinal da Libertadores. No ano seguinte, viria a jogar apenas os seis primeiros meses de 2017 e rumaria à Europa pela primeira vez na carreira.

### Lille

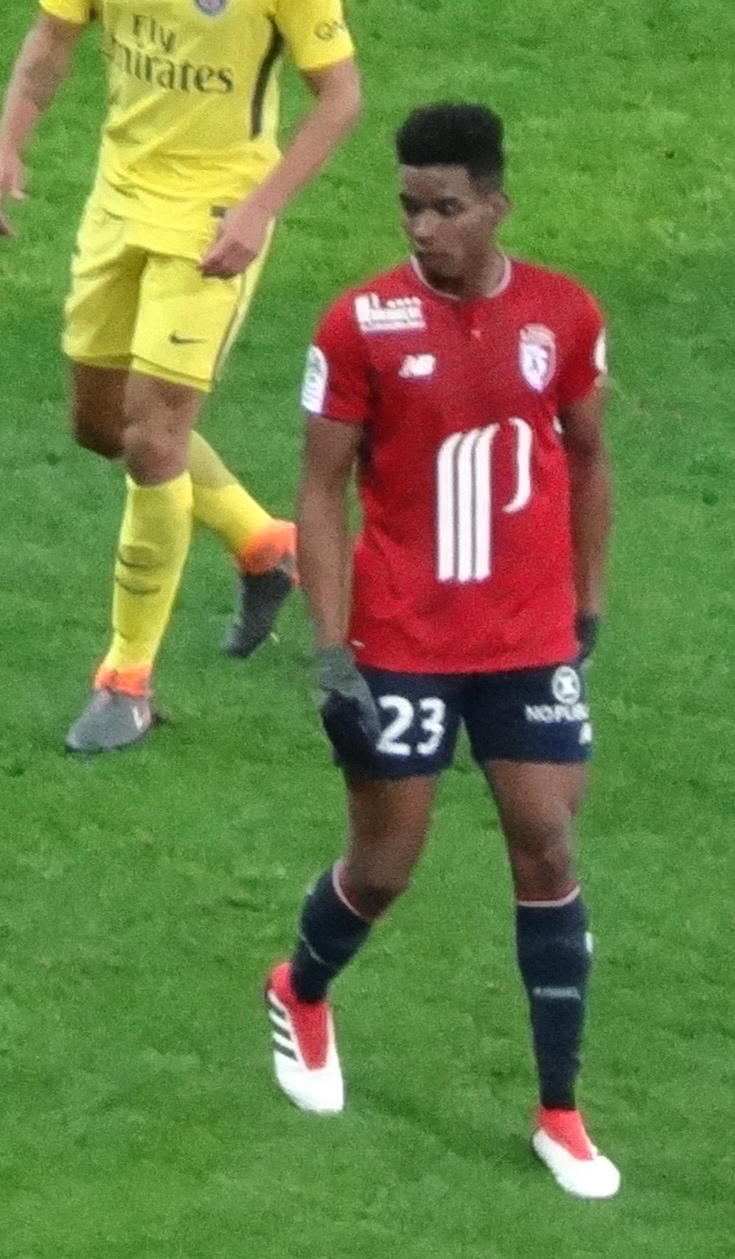
Thiago pelo Lille em 2018.

No dia 30 de junho de 2017, em coletiva de imprensa ao lado do diretor de futebol do São Paulo, Vinicius Pinotti, Thiago Mendes anunciou sua ida ao Lille, da França. No total, o São Paulo receberá 8 milhões de euros, mais 1 milhão por metas alcançadas.
Em sua primeira temporada no clube, Mendes foi um dos jogadores mais importantes do time, tendo disputado um total de 31 jogos e marcado 4 gols em todas as competições.
Ao todo, fizera duas épocas consistentes, assumindo a titularidade na maior parte dos jogos, e conseguiu concluir a passagem com 71 partidas e quatro gols. Apesar de não obter nenhum troféu, ajudou a equipe a figurar na 2ª colocação da Ligue 1 de 2018–19.
No dia 22 de dezembro de 2018, celebrou sua relevância individual ao ser o capitão titular da equipe pela única vez em sua passagem numa derrota por 2–1 diante o Toulouse na 19ª rodada da Liga.

### Lyon
No dia 1 de julho de 2019, o Lyon acertou a compra de Thiago Mendes por 25 milhões de euros (R$ 108 milhões).

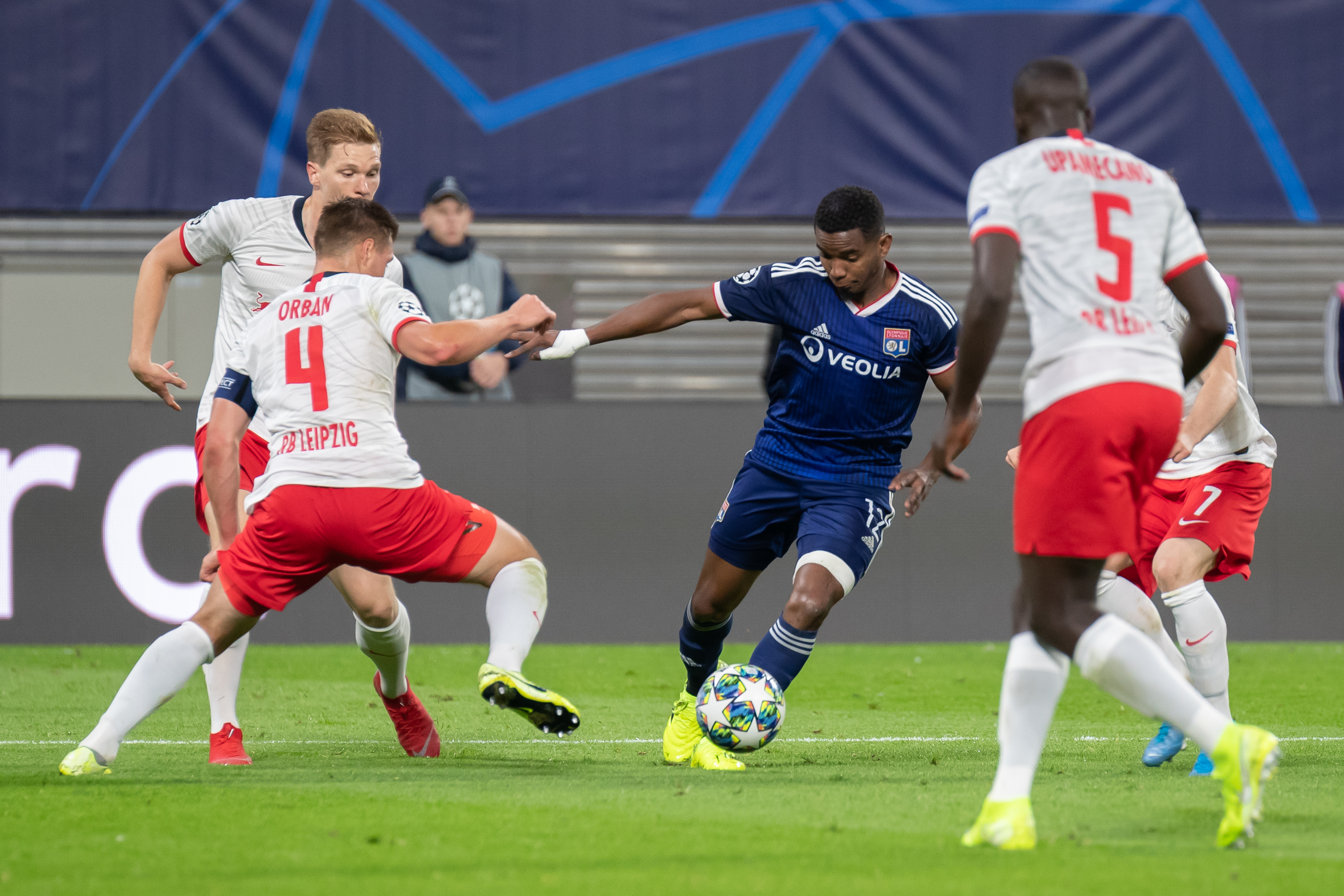
Thiago em campo pela Liga dos Campeões em 2019.

Firmado como destaque da França, o brasileiro atuou de titular muitas vezes já em sua época de estreia, mas novamente ficou longe de troféus, ainda mais quando a Ligue 1 de 2019–20 foi interrompida no país por conta da Pandemia de COVID-19.
No entanto, tivera períodos de maior destaque – ainda que sem troféus – nas Copas. Pela Copa da Liga, alcançou a decisão, mas foram derrotados pelo PSG nas penalidades – onde Thiago acertou sua cobrança. A Copa da França os reservaram nova derrota para equipe de Neymar, contudo numa semifinal em derrota por 5–1.
Dentro do formato excepcional criado pela UEFA para Liga dos Campeões da UEFA a partir das quartas de final, a equipe tivera uma época muito coesa. Passaram na Fase de Grupos com oito pontos, despacharam a Juventus nas Oitavas, venceram o Manchester City por 3–1 em jogo único nas Quartas, mas foram impedidos de disputar a decisão quando sofreram dois gols de Serge Gnabry e Robert Lewandowski em um triunfo de 3–0 do FC Bayern München.

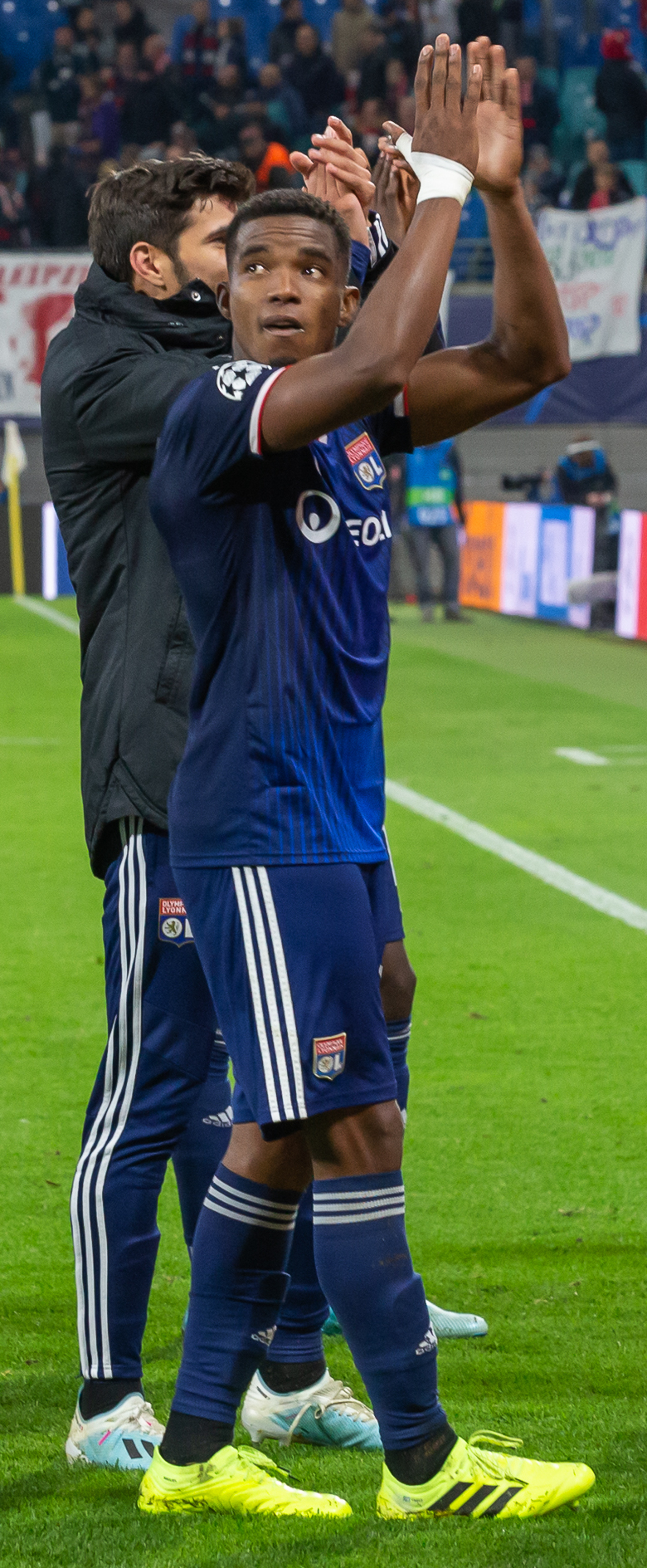
Thiago agradecendo a torcida em 2019.

O volante permaneceu na equipe e finalmente adquiriu uma época completa na edição de 2020–21, pela Ligue 1, foi sumariamente titular e contribuiu para que o clube alcançasse 76 pontos e atingisse a 4ª colocação na tabela.
Os pontos levaram a equipe a disputar a Liga Europa da época seguinte, onde chegaram a eliminar o FC Porto nas oitavas de final. No entanto, foram impedidos de seguirem na competição ao serem derrotados pelo West Ham nas quartas de final pelo placar agregado de 4–1.
Thiago terminou a temporada 2021–22 muito bem, ele participou de 37 partidas entre a Ligue 1 e Europa League, anotou um gol e deu uma assistência.
O brasileiro retornou aos gramados na época 2022–23, e tornou a ter um bom desempenho coletivo na Copa da França. Em três partidas, o volante esteve em campo na semifinal da competição, mas lá viu o Nantes os eliminar com uma vitória simples de 1–0.
Pela Ligue 1, participou de 31 partidas e marcou seu último gol na competição em uma vitória de 3–1 diante o Angers na 25ª rodada. A equipe, porém, não mostrou-se muito consistente ao longo da época. Perdeu muitas partidas consecutivas e somou 62 pontos – ficando apenas com a 7ª colocação e não obtendo vaga para competições europeias da próxima época.
Em sua última temporada pelo Lyon, Thiago atuou em 34 partidas e balançou as redes uma vez. Ele deixou o time ao fim da temporada, no total, Mendes fez dois gols e 11 assistências em 143 partidas com os Les Gones.

### Al-Rayyan
Em julho de 2023, o Al-Rayyan, do Catar, anunciou a contratação de Thiago Mendes. O brasileiro assinou contrato válido por duas temporadas. A transferência ocorreu por cerca de 5 milhões de euros (R$ 27 milhões).
Ao chegar no Catar, o brasileiro tivera de conviver com lesões sérias que impediram-no de realizar mais partidas. Na sua primeira época, perdera menos jogos e viu o clube ficar com o vice-campeonato na Qatar Cup e na Liga de Futebol do Catar. Nesta última, atingiu 47 pontos, dois a menos que o campeão Al-Sadd. Apesar do bom desempenho coletivo, suas performances individuais não foram consideradas positivas.
Na época seguinte, tivera sua pior lesão na carreira. Enquanto disputava a 4ª rodada da Liga, o jogador sofreu uma forte lesão em sua coxa esquerda aos 82 minutos e não retornou aos gramados até a virada de ano para 2025. Mesmo depois de recuperado, não entrou em campos por partidas da Liga, participando somente dos jogos de Copas.
Na Copa do Emir do Catar, Mendes performou nas duas últimas partidas da competição. Na primeira, viu a equipe derrotar o Al-Ahli e rumar à final diante o Al-Gharafa. Por lá, foram derrotados por 2–1. Thiago também entrou em campo na Liga dos Campeões da AFC de 2024–25, mas contemplou o Al-Ahli da Arábia Saudita os eliminar pelo placar agregado de 5–1.
Fora dos planos da diretoria, Thiago não tivera proposta de renovação e despediu-se da equipe em maio de 2025. Livre no mercado, o jogador passou a ser sondado por diversas equipes do Brasil, estando fortemente ligado ao São Paulo desde antes do volante concluir a temporada. No entanto, as negociações com o Vasco da Gama evoluíram mais rapidamente e o jogador assinou um contrato eletrônico com o time carioca em 4 de julho de 2025.

### Vasco da Gama
No dia 8 de julho de 2025, Thiago Mendes aportou no Rio de Janeiro e logo após foi anunciado o acordo, através das redes sociais do clube, com o Vasco da Gama. Em 14 de julho de 2025, o volante foi anunciado oficialmente pelo cruzmaltino. O volante concluiu os exames médicos e assinou com o clube até dezembro de 2027. No clube o jogador irá vestir a camisa 23.

## Títulos
Goiás
- Campeonato Goiano: 2012, 2013
- Campeonato Brasileiro - Série B: 2012

São Paulo
- Florida Cup: 2017

Lyon
- Copa Emirates de 2019[38]

### Prêmios individuais
- Revelação do Campeonato Goiano: 2012